# Racodiscula incrustans
Racodiscula incrustans är en svampdjursart som beskrevs av Jean Vacelet och Vasseur 1971. Racodiscula incrustans ingår i släktet Racodiscula och familjen Theonellidae. Inga underarter finns listade i Catalogue of Life.